# Philip Sheridan
Philip Henry Sheridan (Condado de Cavan, Irlanda, 6 de marzo de 1831 - Nonquitt, Bristol County, Massachusetts, Estados Unidos, 5 de agosto de 1888) fue un oficial de carrera del Ejército de los Estados Unidos y general del Ejército de la Unión en la guerra civil estadounidense. 

## Biografía
Sus padres fueron John Sheridan y Mary Minah Sheridan y tuvo 5 hermanos y hermanas. Su familia emigró de Irlanda a Estados Unidos, cuando era un niño. Allí creció en Somerset, Ohio. Obtuvo una altura de 1,65 m., por lo que más tarde tuvo el apodo Pequeño Phil. En 1848 Sheridan entró en West Point y se graduó en 1853. 
Su carrera militar se destacó por su rápido ascenso al rango de general y su afinidad con el teniente general Ulysses S. Grant, quien transfirió a Sheridan del comando de una división de infantería en el frente occidental a comandar el cuerpo de caballería del Ejército del Potomac en el este. En 1864, venció a las fuerzas confederadas en el valle Shenandoah y la destrucción que realizó de la infraestructura económica en el valle, llamada "La Quema" por los residentes, fue uno de los primeros usos de la táctica de tierra arrasada en la guerra. En 1865, su caballería persiguió al general Robert E. Lee y fue instrumental en conseguir su rendición en Appomattox.
Sheridan estuvo involucrado durante los años finales de las Guerras Indias en las Grandes Llanuras, lo que en opinión de algunos historiadores manchó su reputación lo que le ha valido acusaciones de racista y genocida (también se ha indicado que Sheridan fue el autor de la frase, "El único indio bueno es el indio muerto"). Tanto como soldado como ciudadano, fue instrumental en el desarrollo y protección del Parque nacional de Yellowstone.
En 1883 Sheridan se volvió Comandante en Jefe del Ejército de los Estados Unidos reemplazando al General Sherman, que se retiró en ese año. Tuvo que mudarse por ello a Washington. Desde entonces Sheridan ejerció ese cargo hasta su muerte. Fue enterrado después de su muerte en el Arlington National Cemetery.
Se casó en 1875 con Irene Rucker y tuvo 3 hijas y 1 hijo.